# Steal This Album!
A Steal This Album! (jelentése: Lopd el ezt az albumot!) a System of a Down harmadik albuma. A lemez producere Rick Rubin volt. A Steal This Album! dalait 2002-ben vették fel, és 2002. november 26-án adta ki az American Recordings.
Ezt az albumot azért adták ki az előzőhöz (Toxicity) képest ilyen korán , mert az internetre kiszivárgott néhány MP3 fájl Toxicity 2 gyűjtőnév alatt. A Toxicity 2 dalai nagyrészt a Steal This Album!-éival egyeznek meg, viszont azok befejezetlen demók, és néhányuk más néven olvasható.

## Számok
1. Chic 'N' Stu – 2:23
2. Innervision – 2:33
3. Bubbles – 1:56
4. Boom! – 2:14
5. Nüguns – 2:30
6. A.D.D. (American Dream Denial) – 3:17
7. Mr. Jack – 4:09
8. I-E-A-I-A-I-O – 3:08
9. 36 – 0:46
10. Pictures – 2:06
11. Highway Song – 3:13
12. Fuck the System – 2:12
13. Ego Brain – 3:21
14. Thetawaves – 2:36
15. Roulette – 3:21
16. Streamline – 3:37

### Kiszivárgott változat („Toxicity 2”)
A Steal This Album! és a Toxicity 2 album közti legszembetűnőbb különbség Daron Malakian háttérénekének hiánya; a demófelvételen néhány kivételtől eltekintve csupán Serj énekel.
Toxicity 2 – Steal This Album!
1. Everytime – Boom!
2. Steamline – Streamline
3. Virginity
4. Waiting for you (1) - Thetawaves
5. We don't give a - A.D.D.
6. Side of the Freeway – Mr. Jack
7. On My Mind – Pictures
8. Want Me to Try – Highway Song
9. Why - I-E-A-I-A-O
10. Therapy – Chic 'N' Stu
11. Outer Space
12. You Own Pace – 36
13. Defy You – Nüguns (hasonló zene, eltérő dalszöveg)
14. Waiting for you (2) - Thetawaves

## Közreműködött
- Daron Malakian – gitár, ének
- Serj Tankian – ének, billentyű
- Shavo Odadjian – basszusgitár
- John Dolmayan – dob
- Producer – Rick Rubin és Daron Malakian
- Keverés – Andy Wallace
- További ének (a „Bubbles” című számban) – Arto Tunçboyacıyan